# Општина Корнешти (Клуж)
Корнешти (рум. Corneşti) општина је у Румунији у округу Клуж.
Oпштина се налази на надморској висини од 373 m.